# Louise Fazenda
Louise Fazenda (ur. 17 czerwca 1895 w Lafayette, zm. 17 kwietnia 1962 w Beverly Hills) – amerykańska aktorka filmowa i artystka wodewilowa.

## Wybrana filmografia
- 1913: Mike and Jake in Mexico
- 1915: A Hash House Fraud jako kasjer
- 1915: Fatty’s Tintype Tangle jako żona Edgara
- 1918: The Kitchen Lady
- 1922: Quincy Adams Sawyer jako Mandy Skinner
- 1928: Serce do serca jako Ciotka Katie Boyd
- 1933: Alicja w Krainie Czarów jako biała Królowa
- 1934: Wonder Bar jako pani Pansy Pratt
- 1939: Stara panna jako Dora

## Wyróżnienia
Posiada swoją gwiazdę na Hollywoodzkiej Alei Gwiazd.